# 國家安全黨
國家安全黨是亞美尼亞的一個政黨。

## 歷史
在2013年葉里溫市議會選舉之前，國家安全黨宣布不會參與或支持其他任何政黨。在2013年亞美尼亞總統選舉之前，該黨表示將通過積極參與建設一個安全、公正和有保障的亞美尼亞來支持總統選舉中的獲勝者。
在2020-2021年亞美尼亞示威之後，加尼克·伊薩古良指責亞美尼亞總統阿曼·薩奇席恩支持光明亞美尼亞的埃德蒙·馬魯基揚成為下一任亞美尼亞總理。
國家安全黨由加尼克·伊薩古良領導，在亞美尼亞國民議會中沒有任何席位。國家安全黨目前作為亞美尼亞國民議會外的反對黨而存在。

## 活動
在2014年蘇格蘭獨立公投之前，國家安全黨致信蘇格蘭民族黨，希望他們在即將舉行的獨立公投中成功實現蘇格蘭的自決。
2020年11月9日，國家安全黨與“國土拯救運動”的其他成員簽署了一份聯合聲明，呼籲亞美尼亞總理尼科爾·帕希尼揚在2020-2021年亞美尼亞示威期間辭職。